# Ocotea ikonyokpe
Espèce
Ocotea ikonyokpe est une espèce de plantes à fleurs de la famille des Lauraceae et du genre Ocotea selon la classification phylogénétique.

## Découverte et description
Ocotea ikonyokpe est une plante endémique du Cameroun. En 1997, une collection d'un arbre non décrit du genre Ocotea a été envoyée à Henk van der Werff (nl) du jardin botanique du Missouri pour identification. Ocotea ikonyokpe est contrasté avec les autres espèces africaines de ce genre.